# أندريس ماتا ماتا
أندريس ماتا ماتا (بالإسبانية: Andrés Mata Pérez)‏ هو رباع إسباني، ولد في 11 نوفمبر 1992 في Valencia, Cordoba ‏ في كولومبيا.

## وصلات خارجية
- أندريس ماتا ماتا على موقع الاتحاد الدولي (الإنجليزية)
- أندريس ماتا ماتا على موقع اللجنة الأولمبية الدولية (الإنجليزية)
- أندريس ماتا ماتا على موقع أوليمبيديا (الإنجليزية)
- أندريس ماتا ماتا على موقع اللجنة الأولمبية الإسبانية (الإسبانية)